# موهاج
مُهاج أو موهاج أو موهاكس هي مدينة مجرية تقع في مقاطعة بارانيا على الضفة الغربية لنهر الدانوب.

## الجغرافية
تقع مدينة موهاكس، بمساحة 112.23 كيلومترًا مربعًا، على بعد 190 كيلومترًا جنوب بودابست على الضفة اليمنى لنهر الدانوب، في بداية السهل المجري الكبير.

## التاريخ
دارت معركتان شهيرتان بالقرب من موهاكس عامي 1526م و 1687م. مثّلت هاتان المعركتان بداية ونهاية السيطرة العثمانية على المجر على التوالي: 
1. معركة موهاكس 1526م
2. معركة موهاكس 1687م.

شكلت موهاج في مملكة المجر في العصور الوسطى جزءًا من مقاطعة بارانيا التاريخية، وخلال الحكم العثماني عملت كمقر إداري لسنجق موهاكس، وهي وحدة إدارية عثمانية.  بعد أن استولى آل هابسبورغ على المنطقة من العثمانيين، تم تضمين موهاج في مقاطعة بارانيا المُستعادة.

## الفعاليات
تستضيف المدينة في الربيع من كل عام كرنفال بوشوياراش (بالمجرية: Busójárás) السنوي، يرتدي فيه المشاركون أزياء تنكرية ويعزفون الأغاني المحلية ويستمر المهرجان 6 أيام.
أُدرج الكرنفال ضمن قائمة التراث الثقافي غير المادي من قبل اليونسكو، عام 2009م .

## المدن الشقيقة
مدينة موهاس لها توأمة مع المدن التالية:
- بيلي ماناستير، كرواتيا.
- بنسهايم، ألمانيا.
- بيكوز، تركيا.
- كامبيا تورزي، رومانيا.
- سيميانوفيس سلاسكي، بولندا.
- سفيتي فيليب إي ياكوف، كرواتيا.
- واترلو، فرنسا.

## معرض الصور

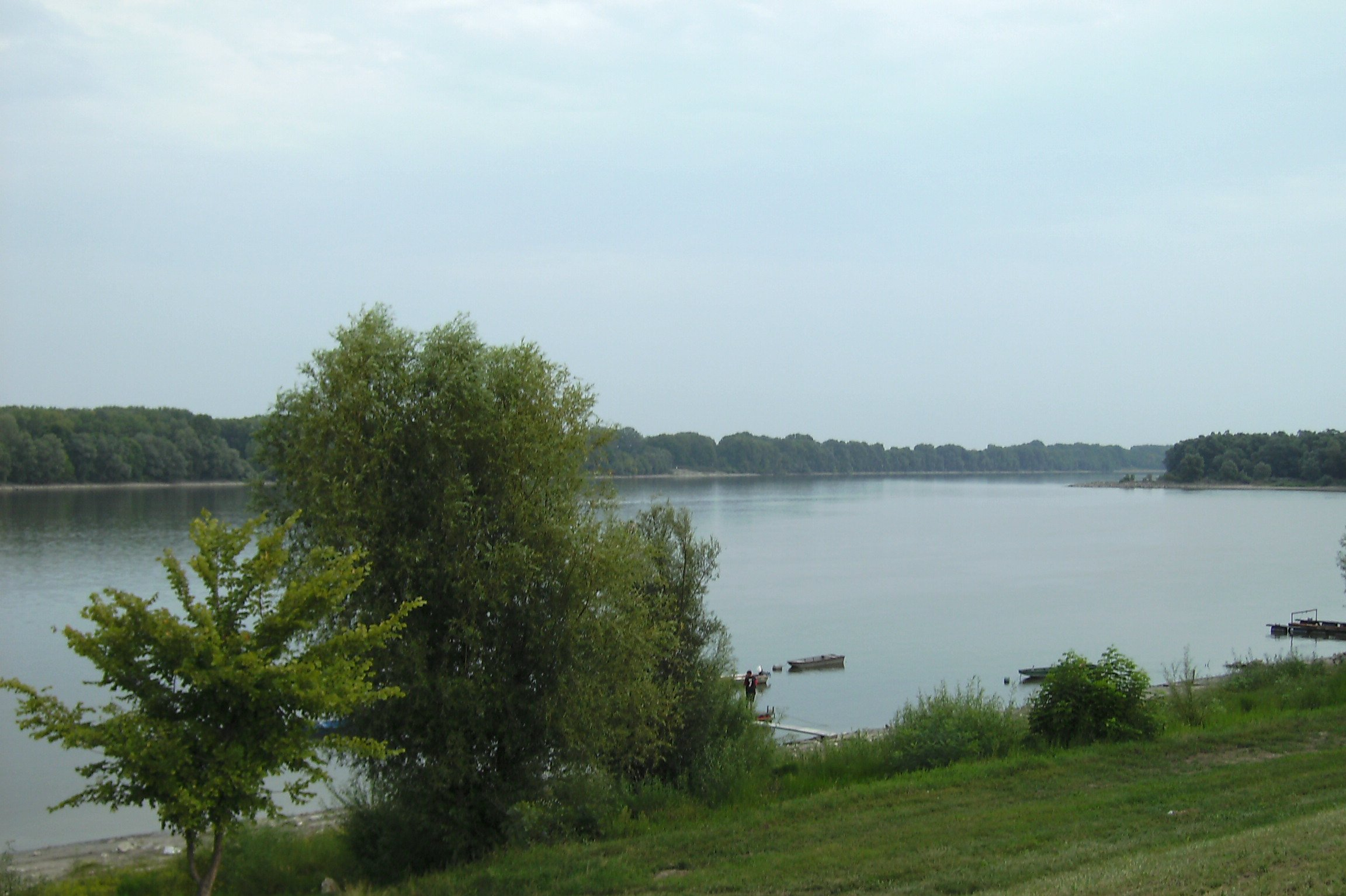
نهر الدانوب في موهاكس
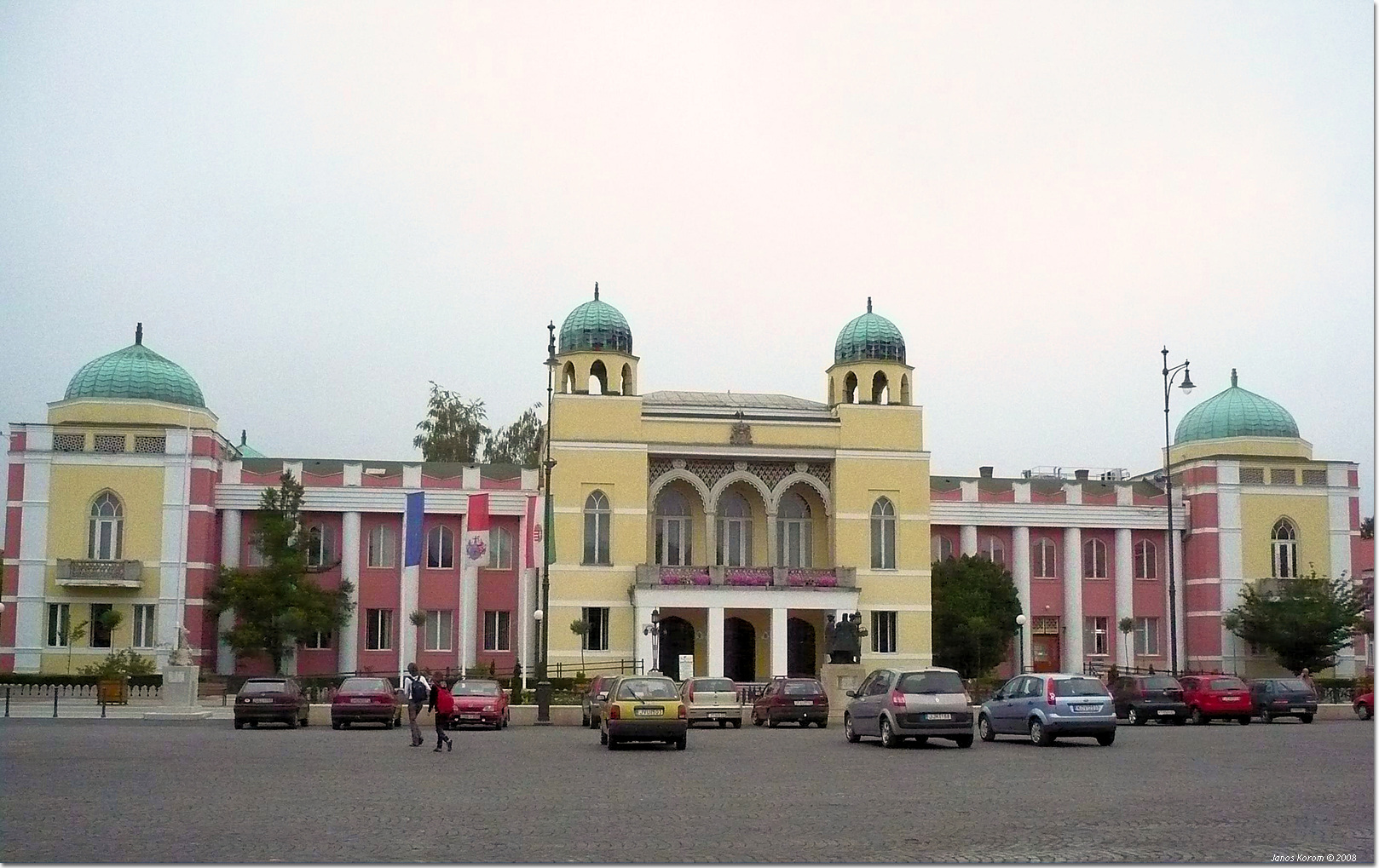
مبنى البلدية
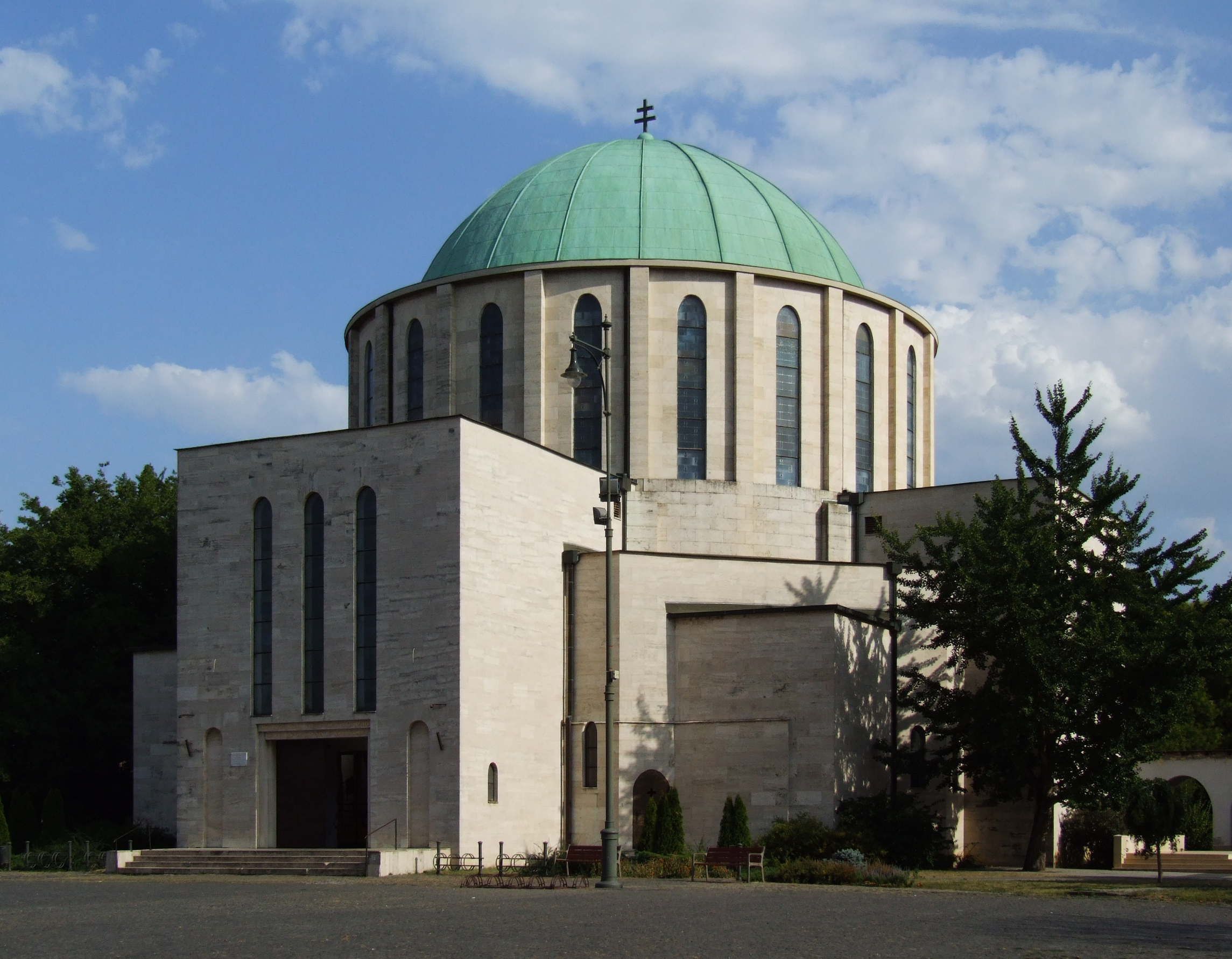
كنيسة في وسط المدينة
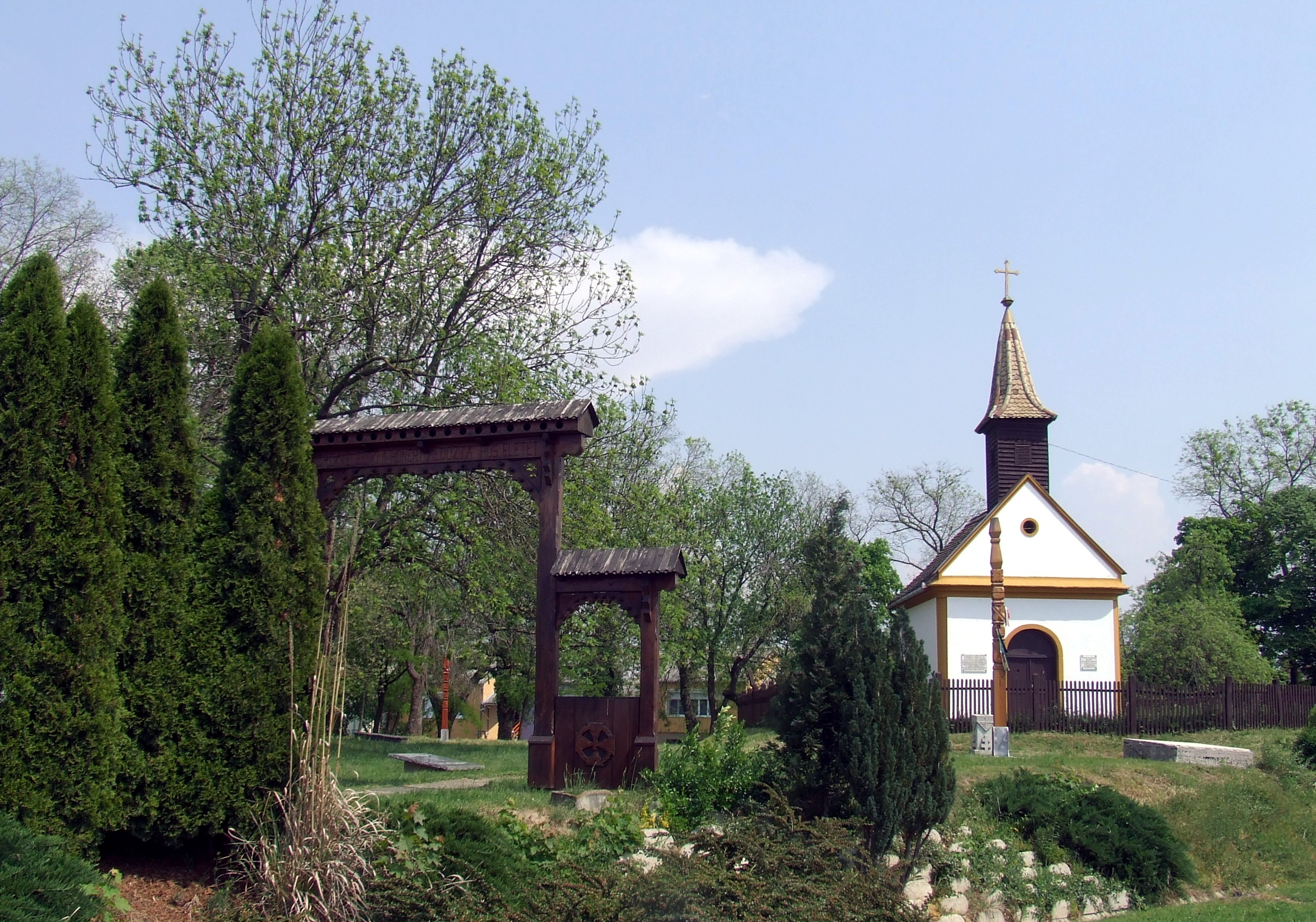
حديقة تذكارية
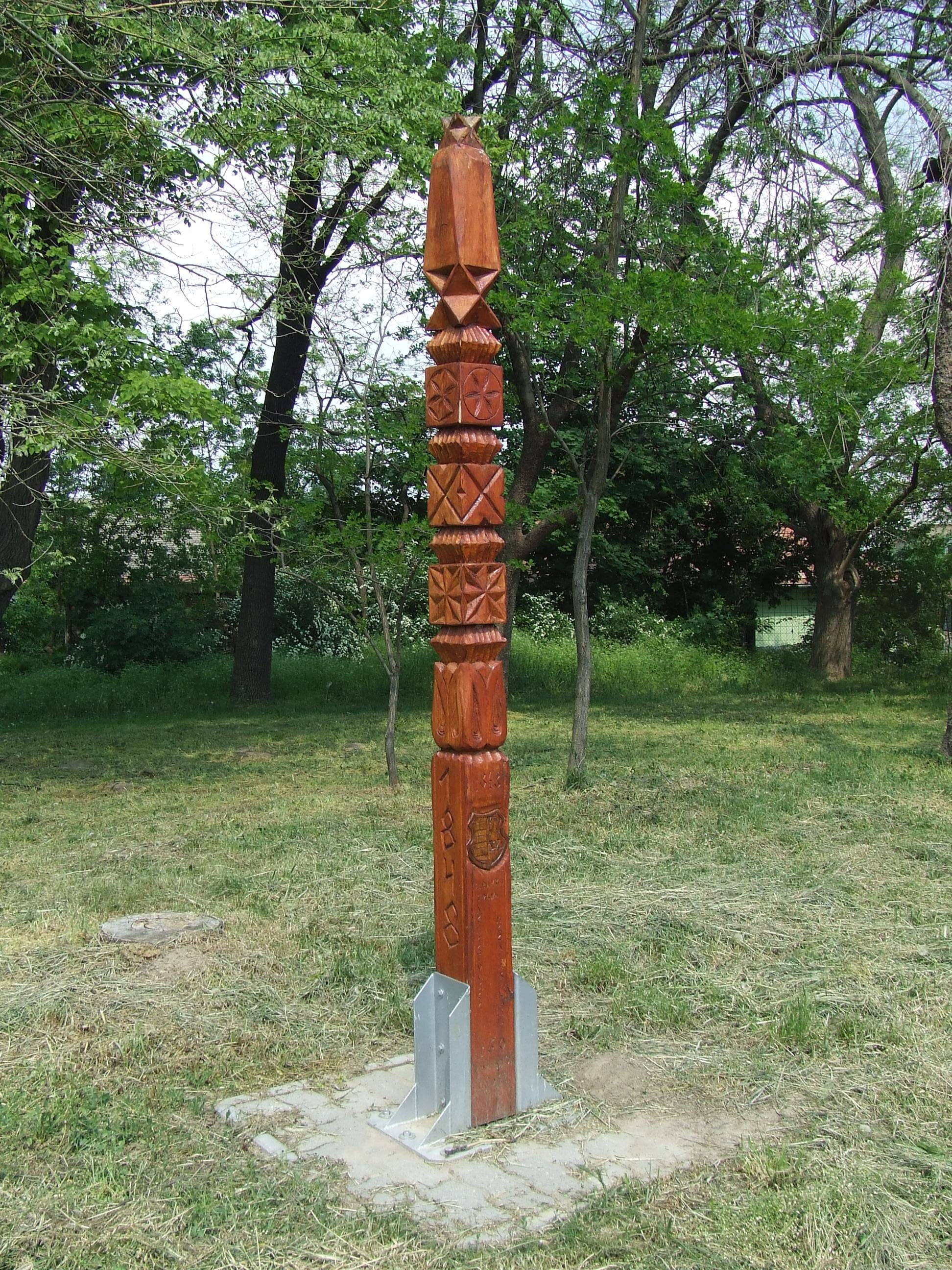
حديقة تذكارية
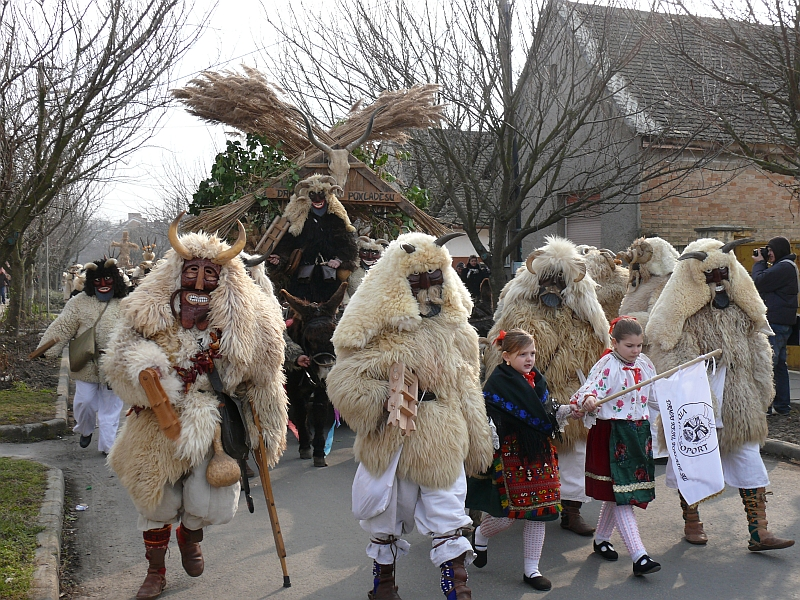
كرنفال بوشوياراش (Busójárás) السنوي
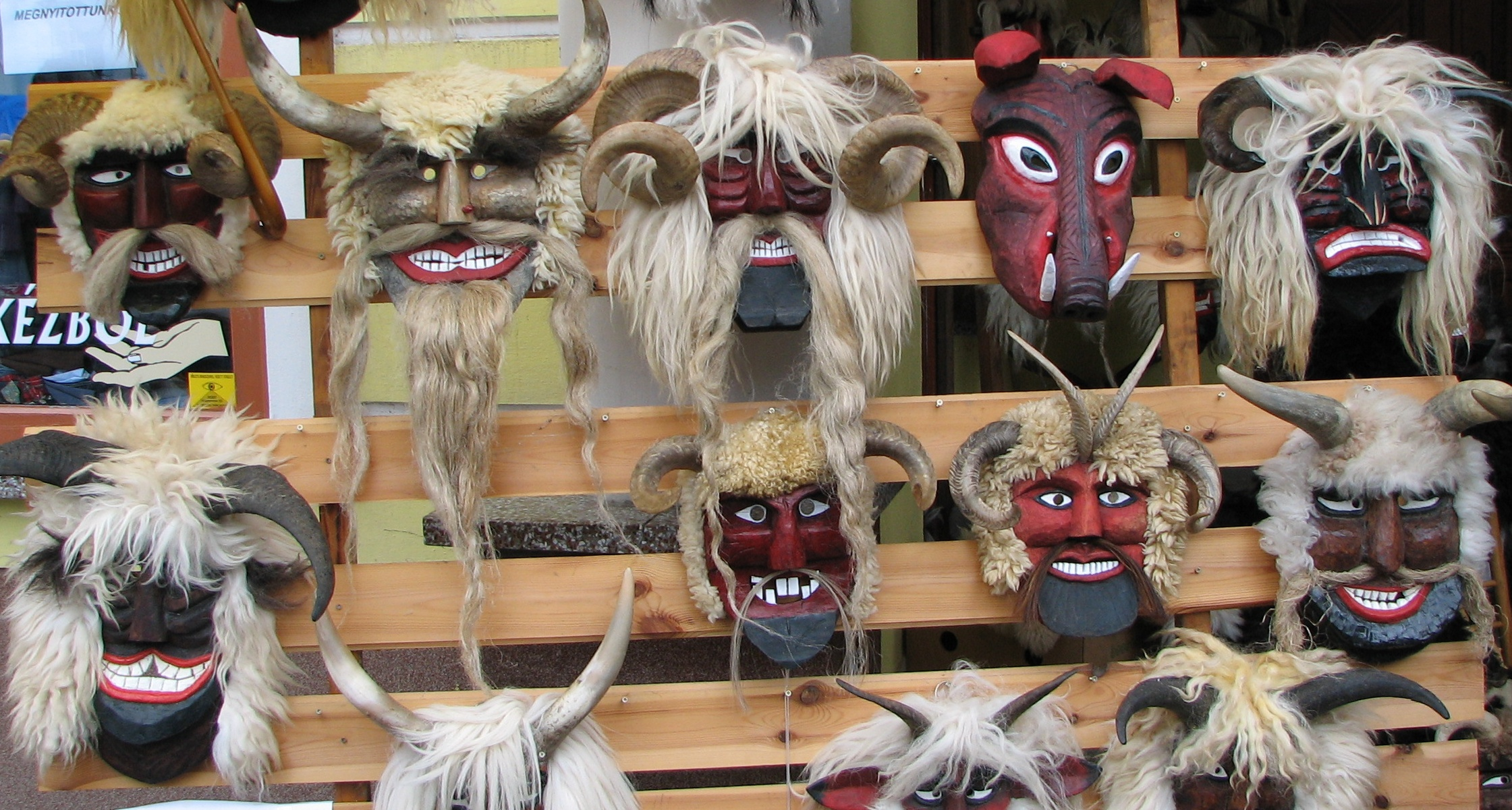
أقنعة بوسو (Buso)
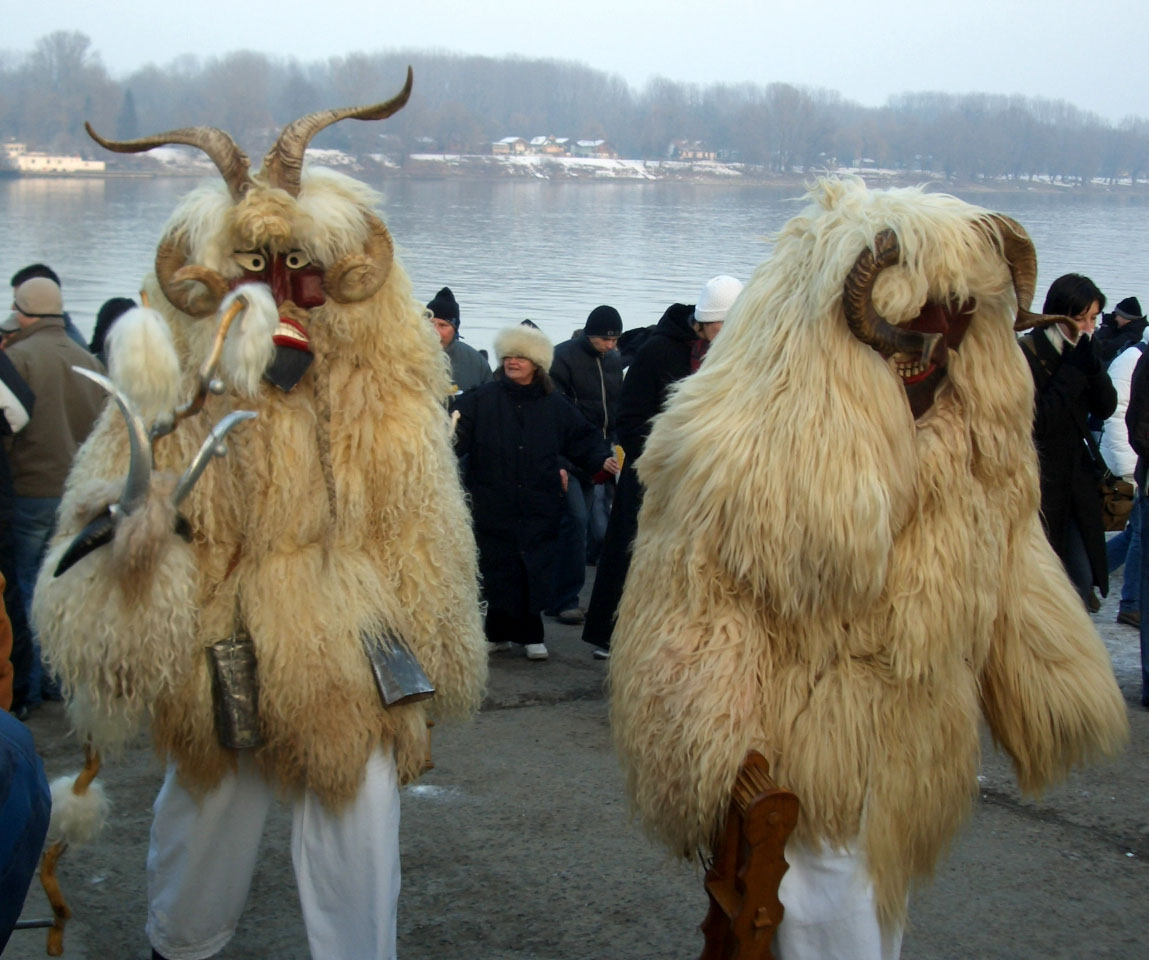
كرنفال بوشوياراش (Busójárás) السنوي
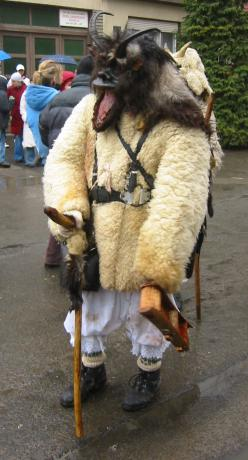
كرنفال بوشوياراش (Busójárás) السنوي
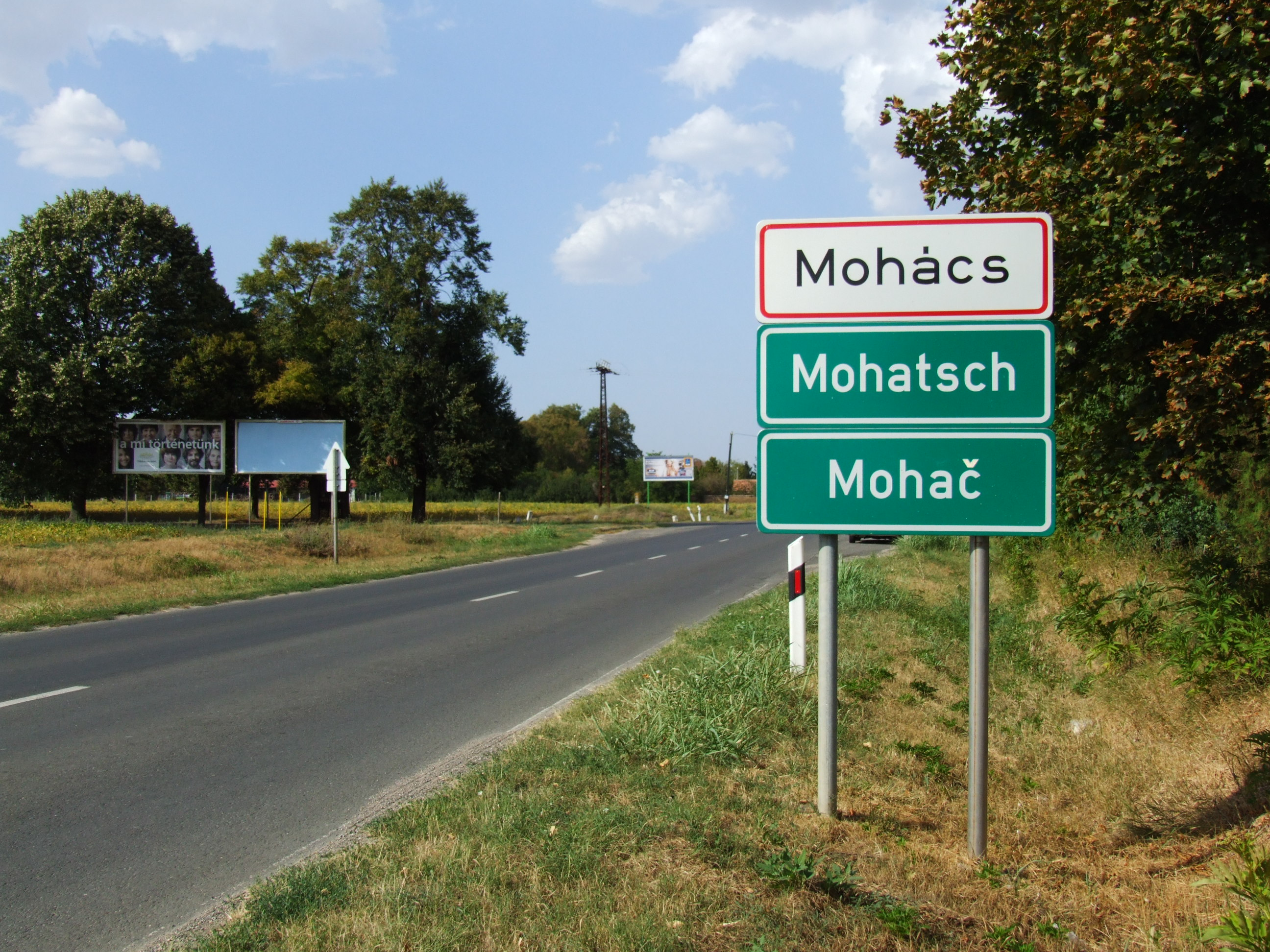
علامة حدود المدينة متعددة اللغات (المجرية والألمانية والكرواتية)